# Angeliera dubitans
Angeliera dubitans là một loài chân đều trong họ Microparasellidae. Loài này được Stock miêu tả khoa học năm 1977.